# SBB Ee 934 sorozat
Az SBB Ee 934 egy C tengelyelrendezésű, 15 kV 16,7 Hz AC, 25 kV 50 Hz AC, 1,5 kV DC és 3 kV DC áramrendszerű villamosmozdony-sorozat. A 390 kW teljesítményű mozdonyok legnagyobb sebessége 60 km/h. Összesen 7 db-ot gyártottak 1962-ben az SBB részére.